# Гулак Олександр Миколайович
Олександр Миколайович Гулак (нар. 6 жовтня 1972) — Народний депутат України 8-го скликання з 2018 року до 2019 року від Радикальної партії Олега Ляшка, № 30 у виборчому списку.

## Біографія
Має вищу освіту. Працював помічником народного депутата від РПЛ Олексія Ленського. 
У парламенті Vlll скликання він був помічником Олега Ляшка.
Дата набуття депутатських повноважень: 16 жовтня 2018р.
Дата припинення депутатських повноважень: 29 серпня 2019р.
Проживає в місті Макарів Київської області.